# رود کاگالنیک
رود کاگالنیک (انگلیسی: Kagalnik) یک رودخانه در استان روستوف کشور روسیه است.